# Vignette automobile en France
Pour les autres articles nationaux ou selon les autres juridictions, voir Vignette automobile.
Pour la vignette anti-pollution, voir Certificat qualité de l'air.
La vignette automobile en France, est un ancien impôt annuel sur les véhicules en circulation, qui se traduit par l'obligation d'acheter et d'apposer une figurine fiscale spéciale, ou « vignette », sur le pare-brise de chaque véhicule assujetti.

## Histoire

### Origine

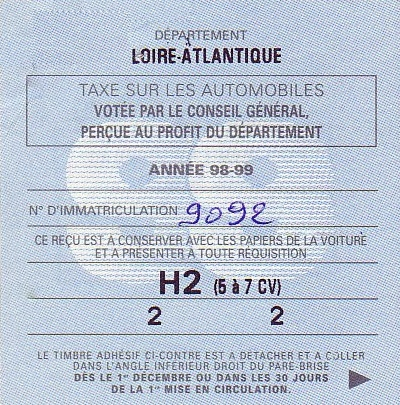
Talon de la vignette auto française 5-7cv, de 1999.

En 1956, les finances publiques françaises sont gravement déficitaires, et Guy Mollet veut trouver une nouvelle source de financement pour garantir un revenu minimum à toutes les personnes âgées de plus de 65 ans, via un nouveau « Fonds national de solidarité ». Le choix se porte sur l'automobile, élément de train de vie considéré comme luxueux à l'époque. Le montant de la vignette est assis sur la « puissance fiscale » (les véhicules d'importation étant généralement d'une puissance fiscale légèrement supérieure à celle des véhicules produits en France, l'État incite par la même occasion à la consommation nationale). Les plus de 65 ans en sont exonérés. Adopté par le Parlement, le 27 juin 1956, le texte est promulgué le 30 juin et les premières vignettes arborant la mention « Fonds national de solidarité » sont imprimées en fin d'année.
Cette année-là, ce nouvel impôt a un effet contestable sur les finances publiques : la consommation d'automobile baisse et la perte de TVA dépasse à elle seule le produit du nouvel impôt (270 millions de francs de l'époque[réf. nécessaire]), sans compter les effets indirects sur l'industrie automobile française et ses salariés. Les années suivantes, cet effet est masqué par la croissance continue du secteur, et l'État ne renonce pas à cet impôt.
Entre 1953 et 1960 la proportion des ménages qui possédaient une automobile est passée de 20 % à 30.2 %, ce qui montre que l'instauration de la vignette n'aura pas entravé le développement de l'automobile en France.
La constitution de 1958 réaffirme le principe d'unité du budget de l'État, qui interdit d'affecter une recette à une dépense. En 1959, l'État prend acte de ce principe et récupère directement le produit de la vignette. Mais, en 1973, le gouvernement promet de verser un montant rigoureusement équivalent au Fonds national de solidarité.
En 1979, le nombre d'accidents impliquant des deux-roues augmentant, la sécurité routière en pâtit. Valéry Giscard d'Estaing crée la « vignette moto », l'imposant et la taxant pour les cylindrées de plus de 750 cm3. Le tout est accompagné d'une réforme du permis de conduire. La mesure est impopulaire, la Fédération française des motards en colère, nouvellement créée, lutte contre cette décision. François Mitterrand supprime cette vignette en juin 1981, un mois après l'avoir emporté sur Giscard d'Estaing.
En 1984, avec la décentralisation, l'État se met à l'abri de la critique récurrente : il transfère aux départements la prise en charge sociale des « anciens » et leur concède la recette de la vignette ainsi que la responsabilité d'en fixer le montant. Son prix est donc très variable d'un département à l'autre (ce qui a été un autre motif de critique de cette taxe, accusée de ne pas être équitable). Certains conseils généraux ont recours à des politiques tarifaires « agressives » pour inciter les sociétés qui immatriculent beaucoup de véhicules (en particulier les sociétés de location) à le faire dans leur département. La Marne, de 1996 à 1999 environ, fixe un prix de la vignette de moitié inférieur à la moyenne des autres départements, attirant de très nombreuses sociétés, au point que le nombre d'immatriculations dans ce département fut multiplié par cinq, et les recettes de la vignette y furent donc plus que doublées (sans compter l'augmentation des recettes perçues pour l'établissement des certificats d'immatriculation, qui sont perçues non par le département, mais par la région).

### Suppression progressive
Sa suppression est annoncée par Laurent Fabius, ministre de l'Économie du gouvernement Jospin le 31 août 2000,, pour tous les véhicules particuliers (l'État versant à la place une nouvelle dotation aux départements), mais continue d'exister pour les véhicules professionnels. Elle s'intitule désormais la taxe différentielle sur les véhicules à moteur.
La suppression de la vignette adhésive est rendue effective par arrêté ministériel du 9 octobre 2001.
La Seine-Maritime, en 2002, et l'Oise, en 2003, rendent la vignette gratuite pour tous les véhicules, et un grand nombre de véhicules de société sont alors immatriculés dans ces départements.
La vignette papier est supprimée le 1er mars 2005.
Le 22 septembre 2006, la taxe différentielle sur les véhicules à moteur est supprimée pour les professionnels, entraînant ainsi la suppression définitive de la vignette automobile après 50 années d'existence.
En 2008, il est envisagé de reprendre le principe d'une taxe annuelle sur les véhicules par l'extension du bonus-malus lié à la vente des véhicules neufs. Les véhicules considérés comme les plus polluants doivent être taxés annuellement en plus du malus lié à l'achat du véhicule neuf, afin de financer la pérennité du système mis en place à la suite du Grenelle de l'environnement.
Depuis 2016, une nouvelle série de vignettes nommées « Critair » ont été émises. Elles font référence au taux de pollution du véhicule en fonction de son âge (case B de la carte grise) et non de sa pollution (case V7 de la carte grise) et peuvent restreindre la circulation des plus âgés lors des pics de pollution. Ces vignettes, à apposer sur le pare-brise, se présentent sous une forme ronde de 6 valeurs et couleurs différentes (0 pour le moins polluant à 5 pour le plus polluant). Leur achat et apposition sur le pare-brise ne sont pas obligatoires mais le conducteur peut s'exposer à une amende en cas d'absence de vignette s'il circule dans une zone lors d'un pic de pollution déclaré, et ce même si son véhicule ne fait pas partie de ceux interdits.

## Caractéristiques de la vignette

### Formes
La vignette automobile fut, au cours de son existence, de différentes formes. 
Avant 1973, il ne s'agissait que d'un reçu de forme carrée et de couleurs différentes selon les années que l'automobiliste devait présenter en cas de contrôle. 
En 1972, cette vignette de forme carrée doit, pour la première fois être apposée sur le pare-brise glissée dans une pochette en plastique. Cette mesure a pour but de faciliter les vérifications et de pouvoir verbaliser les automobilistes qui ne se seraient pas acquittés de la  taxe même lorsqu'ils sont en stationnement. 
À partir de 1973, elle devient autocollante et fut ronde jusqu'en 1974 avec l'année inscrite en petit. 
Entre 1975 et 1985, elle devient hexagonale avec l'année inscrite en gros. Elle redevient ronde en 1986 en conservant l'année écrite en gros jusqu'en 1999. 
De 1993 à 2001, pour éviter les vols, la vignette se décolle en trois parties si on essaie de l'arracher.
En 2000, la vignette devient rectangulaire et ne comporte qu'un seul chiffre, le « 0 ». En 2001, la vignette est maintenue dans ce format à coller (chiffre « 1 ») mais elle est définitivement supprimée pour les particuliers. Désormais réservée aux professionnels, la vignette conserve le même format mais redevient un simple reçu sans contrepartie à coller sur le pare-brise. 

### Couleurs

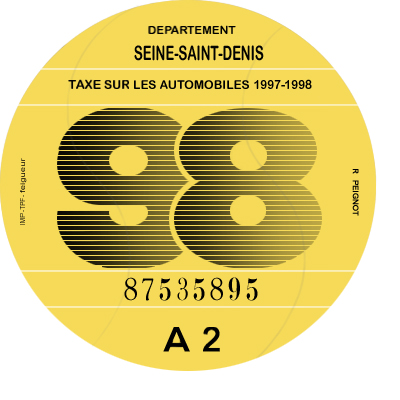
Vignette de 1998.

Pour faciliter les contrôles de loin et éviter les fraudes, les vignettes étaient d'une couleur différente chaque année.
En 1973 et 1974, les vignettes sont blanches avec des motifs colorés.
| Année | Couleur fond | Couleur motifs | Visuel |
| ----- | ------------ | -------------- | ------ |
| 1973  | Blanc        | Vert           | ⌘      |
| 1974  | Blanc        | Orange         | ⌘      |

De 1975 à 1985, les vignettes sont colorés avec les deux derniers chiffres de l'année inscrits en couleur également.
| Année | Couleur fond | Couleur chiffres | Visuel |
| ----- | ------------ | ---------------- | ------ |
| 1975  | Marron clair | Marron           | 75     |
| 1976  | Jaune clair  | Rouge            | 76     |
| 1977  | Vert clair   | Bleu             | 77     |
| 1978  | Gris         | Jaune            | 78     |
| 1979  | Vert         | Blanc            | 79     |
| 1980  | Bleu clair   | Bleu foncé       | 80     |
| 1981  | Orange clair | Marron           | 81     |
| 1982  | Rose clair   | Rouge            | 82     |
| 1983  | Bleu clair   | Turquoise        | 83     |
| 1984  | Violette     | Vert foncé       | 84     |
| 1985  | Vert clair   | Bleu foncé       | 85     |

De 1986 à 1999, les deux derniers chiffres de l'année sont noirs avec des rayures horizontales.
| Année | Couleur fond | Visuel |
| ----- | ------------ | ------ |
| 1986  | Bleu clair   | 86     |
| 1987  | Marron clair | 87     |
| 1988  | Vert foncé   | 88     |
| 1989  | Jaune        | 89     |
| 1990  | Bleu         | 90     |
| 1991  | Rose         | 91     |
| 1992  | Vert         | 92     |
| 1993  | Jaune        | 93     |
| 1994  | Saumon       | 94     |
| 1995  | Turquoise    | 95     |
| 1996  | Rose         | 96     |
| 1997  | Vert clair   | 97     |
| 1998  | Jaune        | 98     |
| 1999  | Bleu foncé   | 99     |

De 2000 à 2004, le nouveau format comporte un seul numéro toujours blanc sur un fond coloré.
| Année | Couleur fond | Visuel |
| ----- | ------------ | ------ |
| 2000  | Rouge        | 0      |
| 2001  | Vert         | 1      |
| 2002  | Jaune        | X      |
| 2003  | Bleu         | X      |
| 2004  | Violet       | X      |

Il n'est pas certain que des modèles d'année 2005 et 2006 aient été émis. 

### Catégories de véhicules

#### 1959 à 1988
- A : 1 à 4 CV, - de 5 ans
- B : 5 à 7 CV, - de 5 ans
- C : 8 et 9 CV, - de 5 ans
- D : 10 et 11 CV, - de 5 ans
- E : 12 à 16 CV, - de 5 ans
- F : + de 16 CV, - de 5 ans
- G : + de 25 ans (gratuite)
- H : 1 à 4 CV, 5 à 20 ans
- J : 5 à 7 CV, 5 à 20 ans
- K : 8 et 9 CV, 5 à 20 ans
- L : 10 et 11 CV, 5 à 20 ans
- M : 12 à 16 CV, 5 à 20 ans
- N : + de 16 CV, 5 à 20 ans
- S : 20 à 25 ans
- U : duplicata

#### 1989 à 2005
- A1 : 1 à 4 CV, - de 5 ans
- A2 : 5 à 7 CV, - de 5 ans
- A3 : 8 et 9 CV, - de 5 ans
- A4 : 10 et 11 CV, - de 5 ans
- A5 : 12 à 14 CV, - de 5 ans
- A6 : 15 et 16 CV, - de 5 ans
- A7 : 17 et 18 CV, - de 5 ans
- A8 : 19 et 20 CV, - de 5 ans
- A9 : 21 et 22 CV, - de 5 ans
- A10 : 23 CV et +, - de 5 ans
- G : + de 25 ans (gratuite)
- H1 : 1 à 4 CV, 5 à 20 ans
- H2 : 5 à 7 CV, 5 à 20 ans
- H3 : 8 et 9 CV, 5 à 20 ans
- H4 : 10 et 11 CV, 5 à 20 ans
- H5 : 12 à 14 CV, 5 à 20 ans
- H6 : 15 et 16 CV, 5 à 20 ans
- H7 : 17 et 18 CV, 5 à 20 ans
- H8 : 19 et 20 CV, 5 à 20 ans
- H9: 21 et 22 CV, 5 à 20 ans
- H10 : 23 CV et +, 5 à 20 ans
- S : 20 à 25 ans
- U : duplicata